# Chloristan amonný
Chloristan amonný (AP – z anglického „Ammonium perchlorate") je anorganická sloučenina s chemickým vzorcem NH4ClO4. Je to bezbarvá nebo bílá pevná látka, která je rozpustná ve vodě. Je to silné oxidační činidlo. V kombinaci s palivem může být použit jako raketová pohonná látka pod názvem kompozitní pohonná směs chloristanu amonného. Jeho nestabilita způsobila řadu nehod, jako třeba katastrofu PEPCON.

## Výroba
Chloristan amonný (AP) se vyrábí reakcí amoniaku s kyselinou chloristou. Tento proces je hlavním odbytištěm průmyslové výroby kyseliny chloristé. Tato sůl se může vyrábět také podvojnou záměnou amonných solí s chloristanem sodným. Tento proces využívá relativně nízké rozpustnosti NH4ClO4, která činí asi 10 % rozpustnosti chloristanu sodného.
Chloristan amonný krystalizuje v bezbarvé kosočtverečné soustavě.

## Rozklad
Jako většina amonných solí se chloristan amonný rozloží již před roztavením. Mírné zahřívání vede k rozkladu za vzniku chlorovodíku, dusíku, kyslíku a vody.
4 NH4ClO4 → 4 HCl + 2 N2 + 5 O2 + 6 H2O
Spalování AP je poměrně složité a je široce studováno. Krystaly AP se před roztavením rozkládají, i když byla na povrchu krystalů během vysokotlakých spalovacích procesů pozorována tenká vrstva kapaliny. Silné zahřívání může vést k výbuchu. Kompletní reakce nezanechávají žádné zbytky. Čisté krystaly nemohou udržet plamen pod tlakem 2 MPa .
AP je oxidační činidlo 4. třídy (může podstoupit výbušnou reakci) pro částice o velikosti nad 15 mikrometrů a je klasifikováno jako výbušnina pro částice o velikosti menší než 15 mikrometrů.

## Využití
Primární využití chloristanu amonného je při výrobě pevných paliv. Když je AP smíchán s palivem (jako práškový hliník a/nebo s elastomerním pojivem), může generovat samočinné spalování při tlacích hluboko pod atmosférickým tlakem. Jedná se o důležité okysličovadlo s desítkami let dlouhou historií použití v raketových motorech na tuhé pohonné látky – kosmické lety (včetně pomocných urychlovacích stupňů raketoplánu Space Shuttle – Solid Rocket Boosters), vojenské, amatérské a hobby High-power rakety a také v některých ohňostrojích.
Některá "rozbitná" epoxidová lepidla obsahují suspenze AP. Při zahřátí nad 300 °C degraduje chloristan amonný organické lepidlo a porušuje tmelený spoj.

## Toxicita
Chloristany samy o sobě způsobují pouze malou akutní toxicitu. Například chloristan sodný má LD50 2–4 g/kg a po požití se rychle vylučuje. Ukázalo se však, že chronická expozice chloristanům, a to i v nízkých koncentracích, způsobuje různorodé problémy se štítnou žlázou, protože jsou přijímány namísto jódu.